# José María Marco
 (mai 2020).
La mise en forme du texte ne suit pas les recommandations de Wikipédia : il faut le « wikifier ».
Les points d'amélioration suivants sont les cas les plus fréquents. Le détail des points à revoir est peut-être précisé sur la page de discussion.
- Les titres sont pré-formatés par le logiciel. Ils ne sont ni en capitales, ni en gras.
- Le texte ne doit pas être écrit en capitales (les noms de famille non plus), ni en gras, ni en italique, ni en « petit »…
- Le gras n'est utilisé que pour surligner le titre de l'article dans l'introduction, une seule fois.
- L'italique est rarement utilisé : mots en langue étrangère, titres d'œuvres, noms de bateaux, etc.
- Les citations ne sont pas en italique mais en corps de texte normal. Elles sont entourées par des guillemets français : « et ».
- Les listes à puces sont à éviter, des paragraphes rédigés étant largement préférés. Les tableaux sont à réserver à la présentation de données structurées (résultats, etc.).
- Les appels de note de bas de page (petits chiffres en exposant, introduits par l'outil «  Source ») sont à placer entre la fin de phrase et le point final[comme ça].
- Les liens internes (vers d'autres articles de Wikipédia) sont à choisir avec parcimonie. Créez des liens vers des articles approfondissant le sujet. Les termes génériques sans rapport avec le sujet sont à éviter, ainsi que les répétitions de liens vers un même terme.
- Les liens externes sont à placer uniquement dans une section « Liens externes », à la fin de l'article. Ces liens sont à choisir avec parcimonie suivant les règles définies. Si un lien sert de source à l'article, son insertion dans le texte est à faire par les notes de bas de page.
- La présentation des références doit suivre les conventions bibliographiques. Il est recommandé d'utiliser les modèles {{Ouvrage}}, {{Chapitre}}, {{Article}}, {{Lien web}} et/ou {{Bibliographie}}. Le mode d'édition visuel peut mettre en forme automatiquement les références.
- Insérer une infobox (cadre d'informations à droite) n'est pas obligatoire pour parachever la mise en page.

Pour une aide détaillée, merci de consulter Aide:Wikification.
Si vous pensez que ces points ont été résolus, vous pouvez retirer ce bandeau et améliorer la mise en forme d'un autre article.
 (mai 2020).
José María Marco Tobarra (Madrid, 14 octobre 1955) est un intellectuel, enseignant et écrivain espagnol.

## Biographie
José María Marco est né à Madrid le 14 octobre 1955. Il a étudié les baccalauréat français et espagnol au lycée français de Madrid. Il a fait des études de philosophie à l'université Paris X Nanterre et Paris VIII Vincennes, où il a suivi les cours de Gilles Deleuze et Jean-François Lyotard, parmi d'autres. Il a une licence de Philologie espagnole à l'université complutense de Madrid (UCM). Docteur en littérature espagnole par l'UCM.
Il a été professeur agrégé de baccalauréat entre 1982 et 1986 dans plusieurs lycées de Madrid. En 1996, il rejoint la université pontificale de Comillas de Madrid (UPCO / ICADE). À l'UPCO, il a contribué au lancement de la licence de traduction et d'interprétation et a ensuite rejoint l'équipe qui a créé la première licence universitaire en relations internationales enseignée en Espagne. Il a également participé à la création du diplôme de communication internationale (Bachelor in Global Communication). À l'UPCO, il a enseigné diverses matières, notamment « Histoire des idées politiques », « Religion et pouvoir politique dans les relations internationales », « Introduction à la politique étrangère de l'Espagne », « Introduction to Spanish Politics », « Comparative Cultural Studies », « International Issues from a Spanish Perspective », « Théorie et pratique de la traduction », « Traduction littéraire », « Langue et littérature espagnoles ». En 2004-2005, il a été chercheur au Département d'espagnol et portugais de l'université de Georgetown.

## Pensée
L'étude de l'histoire politique et intellectuelle espagnole autour de la crise de 1898, jusqu'à la Seconde République, a conduit José María Marco à développer une position critique sur le nationalisme, en particulier le nationalisme espagnol. À son avis, le nationalisme n'est pas une exagération dangereuse du patriotisme. C'est une idéologie, apparue à la fin du XIXe siècle, qui vise à détruire la nation libérale et à en construire une autre fondée sur la race, la langue ou la culture. Cette nouvelle Nation est nécessairement intolérante et fermée sur elle-même. Selon Marco, le nationalisme peut être considéré l'une des « religions politiques », destructrices par nature, caractéristiques du XXe siècle. À partir de cette critique, Marco a voulu « fournir au corpus de la doctrine libérale un contenu civique et moral ».
Selon Marco, le nationalisme s'oppose au patriotisme, bien qu'il puisse l'utiliser. Le patriotisme est une vertu civique basée sur l'amour de notre pays, qui nous amène à l'aimer tel qu'il est - et non tel que nous le souhaiterions. Il vise à préserver et à améliorer notre propre pays. Et il est à la base des démocraties libérales et pluralistes dans lesquelles nous vivons. C'est le sujet autour duquel Marco a écrit son Historia patriótica de España (2011), un livre qui propose l'idée d'un pays pluriel, ouvert et européen,.

## Carrière professionnelle
Chroniqueur au journal La Razón.
Il collabore également dans divers médias, tels que Libertad Digital et La Ilustración Liberal (dont il est fondateur), El Medio, Cuadernos de Pensamiento Político. Il collabore également à esRadio (La Tarde de Dieter). Dirige et présente (avec Nuria Richart) le talk-show Libros con Marco. Il collabore également à Ópera Actual, The Objective et Nueva Revista.
Il a collaboré à La Mañana (COPE), Telemadrid, Diario 16, ABC, La Gaceta de los Negocios, El Mundo, El País, ICADE, Miscelánea Comillas, Anthropos, Álbum de las Artes y las Letras, Quimera, Revista de Occidente, TechCentral Station, El Noticiero de las Ideas, Revista de Libros.
Commissaire de l'exposition Manuel Azaña, organisée par le ministère de la Culture, palais Velázquez, parc du Retiro, Madrid, 1989-1990 (également présentée à La Coruña et Valence). Commissaire de l'exposition La Monarquía en las colecciones del Senado, Sénat, Madrid, 2000.
Il a été secrétaire de rédaction des magazines Dezine (1979-1981) et La Ilustración Liberal (1999-2000). Il a été membre du conseil d'administration du journal ABC et du comité de rédaction de La Gaceta de los Negocios. Membre fondateur de Libertad Digital. Il a été membre du comité consultatif de la Fundación para el Análisis y los Estudios Sociales (FAES), où il a été membre du Patronat jusqu'en 2018. Il est membre du conseil d'administration de la Fundación Internacional para la Libertad (FIL). Il a été membre du comité de rédaction de La Ilustración Liberal et de la Revista Hispano-Cubana. Il a été membre du conseil consultatif de l'Institut Cánovas del Castillo.
Il a écrit pour le ministère de la Santé de la communauté autonome de Madrid le document qui servit d'argument en faveur de la mise en œuvre de la liberté de choix du médecin dans la région (2010). Il a collaboré avec le Ministère de l'emploi et de la Sécurité sociale à la rédaction d'une analyse de la réforme du travail (Une nación reforzada. La recuperación y la nueva cultura del trabajo, 2016).
Il a donné des cours et des conférences à l'université Francisco Marroquín (Guatemala) / Liberty Fund, université du Wyoming, université complutense de Madrid, université internationale Menéndez Pelayo, Universidad Internacional de Andalucía et Université de Barcelone.
Il a été l'un des fondateurs associés de Linguasur (École de langues) (1990-1993). Il est membre fondateur de SIRK Translations, agence de traduction (1993) et de Libertad Digital.

## Vie personnelle et politique
José María Marco est catholique. Affilié au PSOE et à la UGT entre 1983 et 1989. Il s'est présenté comme candidat au poste de sénateur pour Madrid sous l'étiquette du parti Vox (élections du 28 avril 2019) et a obtenu 610 601 voix,.
Il s'est présenté aux élections à l'Assemblée de la communauté de Madrid pour le parti Vox (26 mai 2019). Il a obtenu 287 667 voix et a renoncé à sa qualité de député régional,. Depuis lors, il n'est lié à aucune organisation ni à aucun parti politique. Marco est ouvertement homosexuel.

## Œuvres
- (1988) La inteligencia republicana. Manuel Azaña (1898-1930) (« L'intelligence républicaine ») (Biblioteca Nueva, 1988)[9]. Ce livre étudie le républicanisme d'Azaña. Il fait partie du travail que Marco a réalisé sur cette figure historique. Il fut complété par une autre étude, La creación de sí mismo (« La création de soi ») (Biblioteca Nueva, 1990), qui examine la manière dont Azana crée son propre personnage à travers son œuvre littéraire et politique. La thèse de doctorat de Marco (Creación literaria y literatura autobiográfica en Manuel Azaña [« Création littéraire et littérature autobiographique chez Manuel Azaña »]) approfondit cet aspect de l'œuvre d'Azaña du point de vue de ses textes littéraires et autobiographiques. Avec l'acteur et metteur en scène José Luis Gómez, Marco a écrit Azaña. Una pasión española (« Azaña. Une passion espagnole ») créée par José Luis Gómez lui-même en 1990 au Teatro María Guerrero (Centro Dramático Nacional, Madrid). Il a également organisé plusieurs expositions sur Azaña en 1990.
- (1990) Azaña. Una biografía (Mondadori, 1991; Planeta, 1998; Libros Libres, 2007; Biblioteca Online, 2013). L'étude de la biographie politique du Président de la Seconde République a conduit Marco à développer une perspective critique sur le personnage, qui est devenu le symbole d'un régime qui continue de diviser les Espagnols: démocratique pour certains; antilibéral pour d'autres.
- (1991) Viaje de California (“Voyage de la Californie") (Pre-Textos, 1991).. Avec ce bref journal, Marco commence une réflexion sur l'homosexualité qui se poursuivra tout au long de sa carrière.
- (1997) La libertad traicionada (“La liberté trahie") (Planeta, 1997; Gota a Gota, 2007). L'examen critique d'Azaña a conduit José María Marco à un autre travail critique, axé cette fois-ci sur la Génération de 98 (Joaquín Costa, Ángel Ganivet, Enric Prat de la Riba, Miguel de Unamuno, Ramiro de Maeztu) et la Génération de 1914 (Azaña et José Ortega y Gasset). La libertad traicionada a ouvert une nouvelle ligne de recherche et de compréhension de l'histoire intellectuelle espagnole.[i] Les héros intellectuels du « Désastre» de 98 » comptent parmi les plus grands écrivains de la littérature européenne. Dans l'étude de Marco, cependant, ils ne sont plus les modernisateurs de l'Espagne contemporaine mais deviennent les responsables –parmi d'autres- de l'effondrement de la Monarchie constitutionnelle et de l'échec de la démocratisation du régime libéral. C'est ainsi que le général Miguel Primo de Rivera clôt le cycle constitutionnel avec sa dictature « régénérationiste », suivie d'une République instable, la Guerre civile et la longue dictature de Francisco Franco. ----[i]  Núñez Florencio, Rafael"La crisis española del siglo XX"Revista de Libros
- (2001) Francisco Giner de los Ríos. Poder, estética y pedagogía (“Francisco Giner de los Ríos. Pouvoir, esthétique et pédagogie") (Ciudadela, 2007; Biblioteca Online, 2012). Le travail de révision historique de José María Marco s'est poursuivi avec la biographie de Francisco Giner de los Ríos, une biographie qui de nouveau a changé l'évaluation de l'une des grandes icônes du Progressisme espagnol.[i] [ii] [iii] À la tête de l'héritage « krausiste », principal idéologue de la Révolution de 1868 et du Règne d'Amédée I, fondateur de l'Institution libre d'enseignement, Giner de los Ríos a été l'un des personnages les plus influents de l'histoire intellectuelle et politique espagnole. La biographie de Marco, la seule à ce jour, démonte le mythe de celui qui est devenu le « premier espagnol moderne »[iv]. Elle analyse aussi son œuvre et son héritage, inspiration directe, selon Marco, du radicalisme de la Seconde République. ----[i] Albiac, Gabriel (13 octobre 2008). “De santos y malhechores". La Razón. [ii] Santos Juliá (24 août 2002). “En la peor tradición", El País. [iii] Delibes, Alicia (26 agosto 2002), “El mito Giner de los Ríos", Libertad Digital. [iv] John Brande Trend, cit. dans “Giner, el maestro de la España moderna".
- (2007) La nueva revolución americana (“La nouvelle révolution américaine") (Ciudadela, 2007). Un séjour de chercheur à l'Université de Georgetown (Washington, DC), entre 2004 et 2005, lui a offert l'occasion d'étudier le conservatisme aux États-Unis. Fruit de ce travail, La nueva revolución americana couvre la période allant de la rupture du consensus d'après-guerre, dans les années 1960, jusqu'aux premières années du XXIe siècle.
- (2009) Historia patriótica de España (“Histoire patriotique de l'Espagne") (Planeta, 2011, 2013)[3]. Avec ce livre, Marco propose une histoire de l'Espagne basée sur le patriotisme, qu'il définit comme la vertu civique découlant de l'amour de notre propre  pays, le fondement d'un bien commun à tous. Le livre remonte aux origines de l'Espagne et les légendes qui l'entourent, et arrive jusqu'au début du XXIe siècle. Cette « histoire patriotique » essaye d'offrir le fil conducteur qui nous permettra de comprendre l'histoire d'un pays extraordinaire[1],[2].
- - (2013) Antonio Maura. La política pura (« Antonio Maura. La pure politique ») (Gota a Gota, 2013)[10]. Cette biographie de Maura offre le contrepoint à la vision critique des intellectuels de la fin du XIXe siècle. Pour Marco, Maura a essayé de transformer le Parti conservateur en un parti moderne de masses, avec lequel démocratiser le libéralisme espagnol. Le projet a échoué une fois Maura forcé à abandonner le gouvernement après la Semaine tragique de 1909. Ce fut, selon Marco, la grande occasion manquée de faire la transition pacifique du libéralisme à la démocratie.
- (2015) Sueño y destrucción de España. Los nacionalistas españoles (1898-2015) (« Rêve et destruction d'Espagne. Les nationalistes espagnols - 1898-2015 ») (Planeta, 2015)[11]. La ligne de recherche sur l'histoire intellectuelle espagnole aboutit à Rêve et destruction d'Espagne, une étude sur le nationalisme espagnol au XXe siècle. Le livre étudie les racines nationalistes de régénérationisme et de la critique de la Génération de 98 et de la Génération de 1914[12]. Là, dans cette volonté nationaliste de détruire la nation libérale, se trouve l'origine des difficultés de la démocratie libérale de 1978 à conclure de grands pactes sur la nation. Liés à ce handicap sont le terrorisme nationaliste de ETA et le conflit en Catalogne qui a conduit au référendum de 2017. Le livre essaye d'expliquer pourquoi les Espagnols, en particulier les élites, ont eu et ont toujours une opinion si négative de leur pays.
- (2019) Diez razones para amar España (« Dix raisons pour aimer l'Espagne » (Libris, 2019). Avec ce livre, Marco s'efforce d'offrir au lecteur dix arguments pour défendre son pays. Ils sont axés sur la société (avec un chapitre intitulé "Nous"), sur la musique, la littérature, la langue, la Couronne, la religion, l'Amérique, le paysage et la peinture.
- (2019) El verdadero amante: Lope de Vega y el amor (“Le vrai amoureux. Lope de Vega et l'amour") (Ediciones Insólitas, 2019). Après vingt ans consacrés à l'histoire intellectuelle et politique, José María Marco est revenu aux études littéraires et a écrit El verdadero amante, une étude consacrée au thème de l'amour dans l'œuvre de Lope de Vega[13]. El verdadero amante ne raconte pas, une fois de plus, la vie amoureuse du poète et dramaturge. Il essaye de clarifier la signification de l'amour dans son œuvre et sa conception du monde, et la fonction que l'amour occupe dans sa création littéraire.
- (2020) La Hora de España. Una afirmación liberal conservadora (“L'Heure de l'Espagne. Une affirmation libérale et conservatrice") (Deusto, 2020). Une affirmation libérale et conservatrice") (Deusto, 2020). En 2020, José María Marco a publié, avec Jorge Martín Frías, cette compilation d'essais. Près d'une vingtaine d'auteurs proposent diverses perspectives non partisanes - dans les domaines de la culture, de la politique, de l'économie et de l'Europe - pour repenser un centre droit divisé et en crise.

Livres en tant que coordinateur
- La Monarquía en las colecciones del Senado. Catalogue de l'exposition (Sénat, 2000).
- Azaña. Memoria gráfica 1880-1940. (Fundación Colegio del Rey, 1990). (En collaboration avec Vicente Alberto Serrano).
- Azaña. Una pasión espagnole, en collaboration avec José Luis Gómez, œuvre créée par José Luis Gómez au Teatro María Guerrero (Centro Dramático Nacional, Madrid (1990).
- Manuel Azaña (1880-1940), catalogue de l'exposition du Ministère de Culture (Madrid, 1990)

Autres (prologue ou contribution)
- Fresdeval de Manuel Azaña. Édition de Enrique de Rivas (Pre-Textos, 1987).
- Los anticuarios de Carmen de Burgos (Biblioteca Nueva, 1989).
- Imágenes y ensayos del 98. Préface de Raymond Carr (Fundación Cañada Blanch, 1998).
- Imágenes del 98 (Avant-propos de Fernando García de Cortázar, Fondation BBV, 1999).
- El canto de la alondra de Willa Cather (Pre-Textos, 2000).
- España en la nueva Europa (FAES, 2000).
- Cien años de educación en España (Ministère de l'éducation, 2001).
- Histoire du libéralisme en Europe. Philippe Nemo et Jean Petitot éds. (PUF, 2006).
- La Movida, catalogue de l'exposition du ministère de la Culture de la communauté de Madrid. Blanca Sánchez coord. (Comunidad de Madrid, 2007).
- Los intereses creados de Jacinto Benavente (Comunidad de Madrid, 2007).
- Nosotros, los españoles de Fernando Diaz Villanueva (Áltera, 2008).
- Liberales de 1808 de Jorge Vilches (Gota a Gota, 2008).
- Por qué dejé de ser de izquierdas (Mario Noya et Javier Somalo coords. (Ciudadela, 2008).
- La izquierda reaccionaria, Horacio Vázquez-Rial éd. (Linkgua, 2011).
- Hablando con el Papa. 50 españoles reflexionan sobre el legado de Benedicto XVI. Francisco José Contreras et Ignacio Sánchez Cámara eds. (Planeta, 2013).
- Barras y Estels. Els valencians y els USA. Robert Martínez Canet et Sunció García Zanón, commissaires d'exposition (Museu Valencià d'Etnologia, 2015).
- ¿El reencuentro europeo? A los 25 años de la caída del Muro de Berlín, Salvador Forner ed. (2015).
- Democracia para idiotas de Pedro F. R. Josa (Sekotia, 2018).
- El abismo democrático de Javier R. Portella (Ediciones Insólitas, 2019).
- José María Marco a collaboré avec José María Aznar dans la rédaction de ses livres Ocho años de gobierno (2005), Retratos y perfiles (2006), Cartas a un joven español (2007), Memorias (2012, 2013).

Traductions
- Tratado de psiquiatría del niño y del adolescente, de Serge Lebovici, René Diatkine et Michel Soulé, vols. III y IV, Biblioteca Nueva, 1989 et 1990.
- De noche justo antes de los bosques, de Bernard-Marie Koltès, Pre-Textos, 1898. Version créée par Pedro Mari Sánchez au Teatro María Guerrero (Centro Dramático Nacional) en 1992.